# محمود هويمل
محمود هويمل سياسي أردني شغل منصب عضو مجلس النواب ثلاث مرات، شغل منصب وزير دولة في حكومة عبد الكريم الكباريتي من 1996 إلى 1997 توفي في 20 آب / أغسطس 2013 بعد معاناته من مرض السرطان لفترة طويلة.

## الحياة المهنية
ولد هويمل في منطقة غور المزرعة بمحافظة الكرك، الأردن. انتخب لعضوية مجلس النواب لأول مرة عام 1989، ومرة أخرى عام 1993. وشغل في عامي 1996 و1997 منصب وزير دولة في حكومة عبد الكريم الكباريتي. في كانون الثاني 2013 انتخب مرة أخرى لمجلس النواب، ممثلاً عن الدائرة الرابعة في محافظة الكرك.
كان من المقرر إجراء انتخابات فرعية لتحديد خليفة هويمل في 9 نوفمبر 2013. وفاز بها مفلح الشيبات.